# 長陽駅 (北京市)
長陽駅（ちょうようえき）とは中華人民共和国北京市房山区に位置する北京地下鉄房山線の駅である。

## 歴史
- 2010年12月30日 - 開業。

## 駅構造

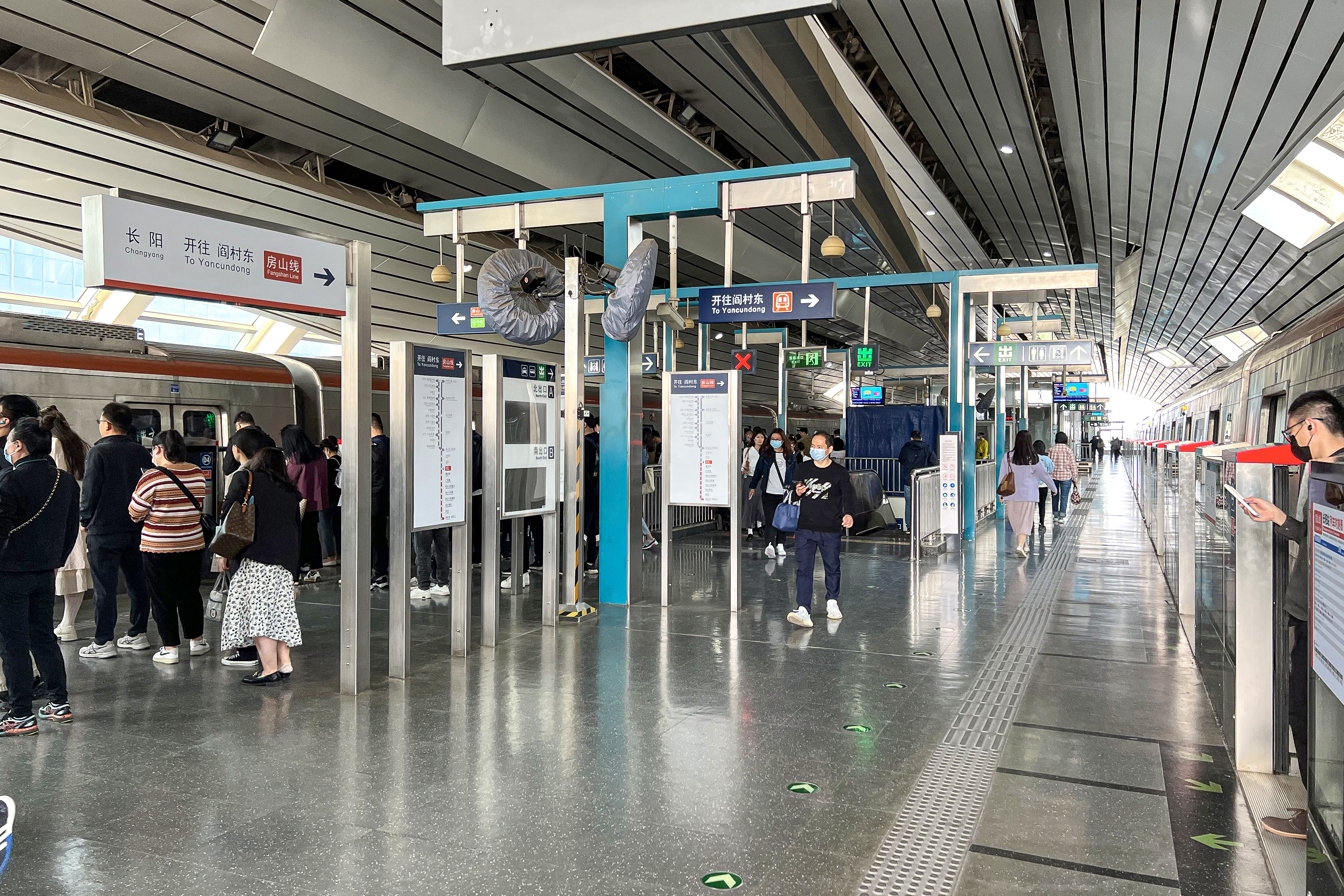
ホーム

島式ホーム1面2線を有する高架駅。

## 駅周辺
房山線で唯一、駅周辺と共に開発が進められている駅である。
- 京投港長陽購物中心
- 首開熙悦広場
- 長陽衛生院
- FCC中央城

## 隣の駅
北京地下鉄
■房山線
稲田駅- 長陽駅 - 籬笆房駅